# Nuôi cấy tế bào

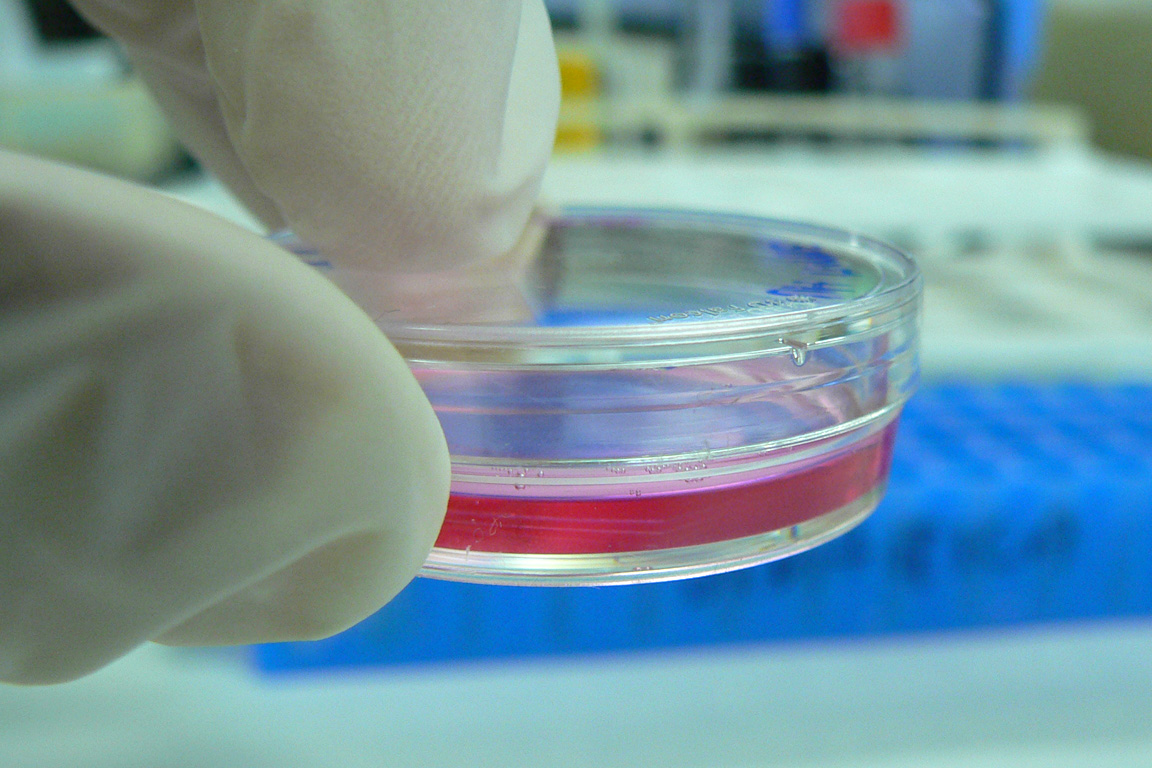
Nuôi cấy tế bào trong đĩa nuôi cấy mô đặc biệt

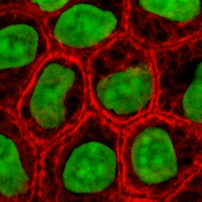
Các tế bào biểu mô trong nuôi cấy, được nhuộm keratin (đỏ) và DNA (xanh)

Nuôi cấy tế bào là quá trình tế bào được phát triển trong điều kiện được kiểm soát, thường là bên ngoài môi trường tự nhiên của chúng. Sau khi các tế bào quan tâm được phân lập từ mô sống, sau đó chúng có thể được duy trì trong các điều kiện được kiểm soát cẩn thận. Những điều kiện này khác nhau đối với từng loại tế bào, nhưng thường bao gồm một bình phù hợp với chất nền hoặc môi trường cung cấp các chất dinh dưỡng thiết yếu (các amino acid, các carbohydrate, các vitamin, các khoáng chất), các yếu tố tăng trưởng, các hormone và các khí (CO2, O2) và điều chỉnh môi trường hóa lý (áp suất thẩm thấu đệm pH, nhiệt độ). Hầu hết các tế bào đòi hỏi một bề mặt hoặc chất nền nhân tạo (văn hóa tuân thủ hoặc đơn lớp) trong khi các tế bào khác có thể được nuôi thả nổi tự do trong môi trường nuôi cấy (nuôi cấy huyền phù). Tuổi thọ của hầu hết các tế bào được xác định về mặt di truyền, nhưng một số tế bào nuôi cấy tế bào đã được biến đổi thành các tế bào bất tử sẽ sinh sản vô thời hạn nếu được cung cấp các điều kiện tối ưu.
Trong thực tế, thuật ngữ "nuôi cấy tế bào" ngày nay đề cập đến việc nuôi cấy các tế bào có nguồn gốc từ các tế bào đa bào eukaryote, đặc biệt là các tế bào [động vật], trái ngược với các loại nuôi cấy khác cũng phát triển tế bào, chẳng hạn như nuôi cấy mô thực vật, nấm và nuôi cấy vi sinh (của các microbe). Sự phát triển lịch sử và phương pháp nuôi cấy tế bào có mối liên hệ chặt chẽ với những phương pháp nuôi cấy mô và nuôi cấy cơ quan. Nuôi cấy virus cũng có liên quan, với các tế bào là vật chủ cho virus.
Kỹ thuật phòng lab duy trì sự sống dòng tế bào (một quần thể tế bào đi xuống từ một tế bào và có cùng cấu trúc di truyền) được tách ra từ nguồn mô ban đầu của chúng trở thành mạnh mẽ hơn vào giữa thế kỷ 20.

## Lịch sử
Nhà sinh lý học người Anh thế kỷ 19 Sydney Ringer đã phát triển các dung dịch muối có chứa chloride natri, kali, calci và magnesi phù hợp để duy trì nhịp đập của tim động vật bên ngoài cơ thể. Vào năm 1885, Wilhelm Roux đã loại bỏ một phần tấm tủy của một con gà nic phôi và duy trì nó trong dung dịch nước muối ấm trong vài ngày, thiết lập nguyên tắc nuôi cấy mô. Ross Granville Harrison, làm việc tại Trường Y Johns Hopkins và sau đó tại Đại học Yale, đã công bố kết quả thí nghiệm của ông từ năm 1907 đến 1910, thiết lập phương pháp luận của nuôi cấy mô.
Các kỹ thuật nuôi cấy tế bào đã được cải tiến đáng kể trong những năm 1940 và 1950 để hỗ trợ nghiên cứu trong virus học. Phát triển virus trong nuôi cấy tế bào cho phép chuẩn bị virus tinh khiết để sản xuất vaccin s. Thuốc tiêm vắc-xin bại liệt được phát triển bởi Jonas Salk là một trong những sản phẩm đầu tiên được sản xuất hàng loạt bằng kỹ thuật nuôi cấy tế bào. Vắc-xin này được thực hiện nhờ nghiên cứu nuôi cấy tế bào của John Franklin Enders, Thomas Huckle Weller, và Frederick Chapman Robbins, người đã được trao Giải thưởng Nobel vì khám phá về một phương pháp phát triển virus trong nuôi cấy tế bào thận khỉ.